# Kita-nagaone
Kita-nagaone (Transkription von japanisch 北長尾根 ‚Nördlicher langer Bergrücken‘) ist ein Gebirgskamm im ostantarktischen Königin-Maud-Land. Er ist der nördlichste dreier parallel verlaufender Gebirgskämme im nördlichen Teil der Belgica Mountains.
Japanische Wissenschaftler nahmen 1976 Luftaufnahmen, von 1979 bis 1980 Vermessungen und 1981 die Benennung vor.